# Râul Velikaia
Velikaia (rusă Великая) este un râu situat în partea de est a Rusiei, în regiunea Pskov. Izvorăște de la înălțimea Beșanițî. Are lungimea de 430 km, traversează orașele Pskov, Opotcika și Ostrov și se varsă în lacul Pskov.